# Galina Petrowna Bystrowa

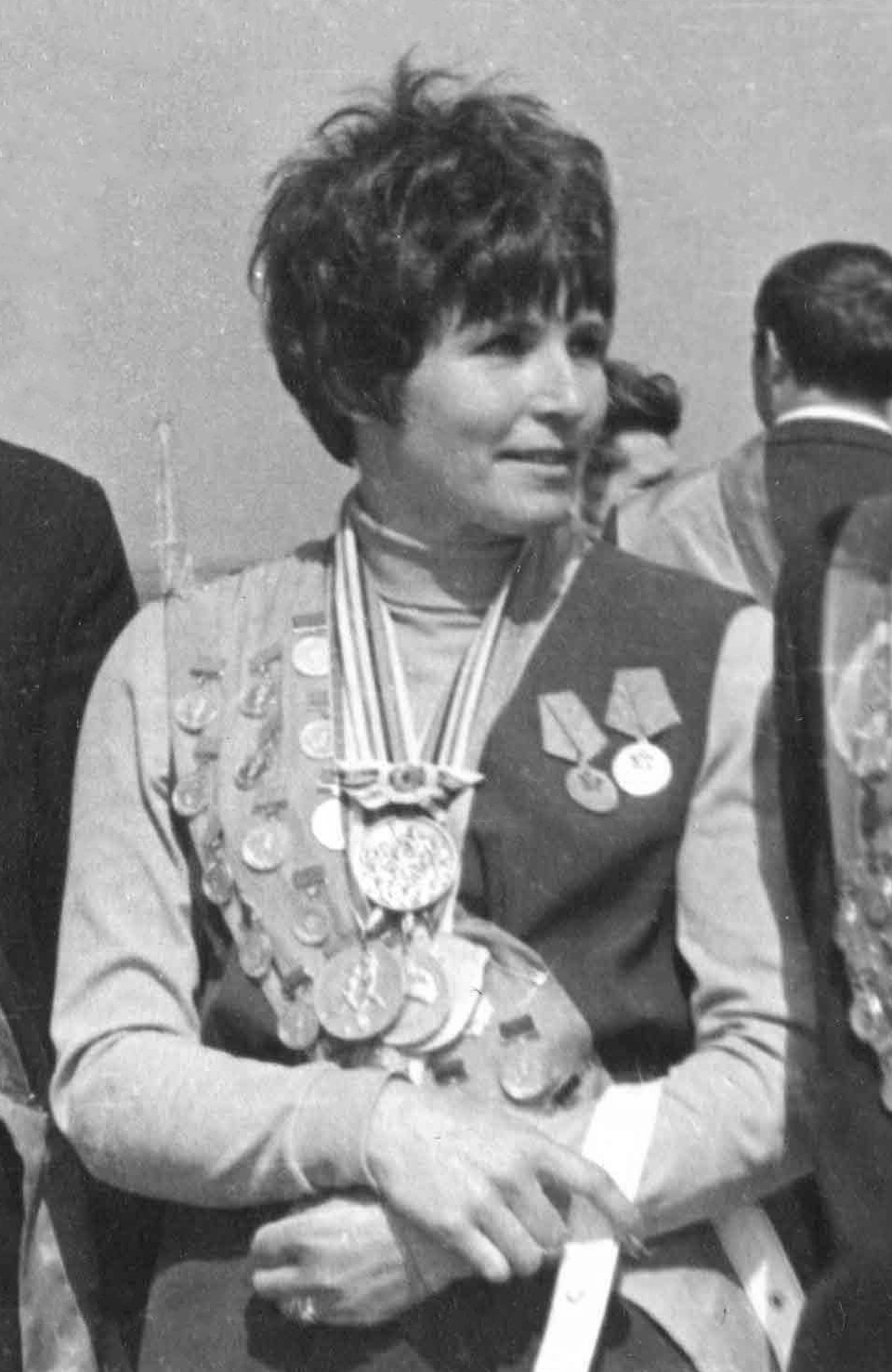
Galina Petrowna Bystrowa

Galina Petrowna Bystrowa (russisch Галина Петровна Быстрова, wiss. Transliteration Galina Petrovna Bystrova; * 8. Februar 1934 in Nachitschewan; † 11. Oktober 1999; gebürtig Galina Dolschenkowa) war eine sowjetische  Leichtathletin. Bei einer Körpergröße von 1,70 m betrug ihr Wettkampfgewicht 65 kg.
Galina Bystrowa gewann drei Europameistertitel, einen im 80-Meter-Hürdenlauf und zwei im Fünfkampf.

## Karriere
Nachdem sie 1955 unter ihrem Geburtsnamen Dolschenkowa Sowjetische Meisterin über 80 Meter Hürden geworden war, startete sie ab 1956 als Galina Bystrowa. 1956 wurde sie Dritte der sowjetischen Meisterschaft. Bei den Olympischen Spielen in Melbourne wurde sie in 11,0 s Olympiavierte bei Zeitgleichheit zur Drittplatzierten, der Australierin Norma Thrower.
1957, 1958 und 1959 wurde Galina Bystrowa sowjetische Meisterin im Hürdenlauf, 1957 und 1958 gewann sie auch die Meisterschaft im Fünfkampf. Bei den Europameisterschaften 1958 in Stockholm gewann sie zuerst den Fünfkampf mit 4733 Punkten (4215 Punkte nach heutiger Punktwertung) vor ihrer Landsfrau Nina Winogradowa mit 4627 Punkten (4112) und der Deutschen Edeltraud Eiberle mit 4545 Punkten (4076). Einen Tag nach dem Finale im Fünfkampf gewann sie auch den Titel im Hürdensprint in 10,9 Sekunden vor den beiden Deutschen Zenta Kopp (West) in 10,9 s und Gisela Birkemeyer (Ost) in 11,0 s.
Bei den Olympischen Spielen 1960 in Rom belegte Galina Bystrowa im Hürdensprint den fünften Platz in 11,2 s. Zwei Jahre später bei den Europameisterschaften in Belgrad belegte sie über die 80 Meter Hürden in 10,8 s nur den sechsten Platz. Im Fünfkampf konnte sie hingegen ihren Titel erfolgreich verteidigen. Sie gewann mit 4833 Punkten (4312) vor der Französin Denise Guénard mit 4735 Punkten (4223) und der Deutschen Helga Hoffmann mit 4676 Punkten (4170). Dahinter lagen auf den Plätzen vier und fünf die Olympiasiegerinnen 1968 Ingrid Becker und 1972 Mary Peters.
Bei der olympischen Premiere des Fünfkampfs für Frauen 1964 in Tokio gewann die sowjetische Meisterin Irina Press vor der Britin Mary Rand. Galina Bystrowa belegte den dritten Platz vor Mary Peters. Damit gewann Bystrowa bei ihrer dritten Olympiateilnahme ihre einzige Olympiamedaille.
Bei internationalen Meisterschaften trat Galina Bystrowa danach nicht mehr an, obwohl sie noch 1968 Dritte bei der sowjetischen Meisterschaft im Fünfkampf wurde.

## Bestleistungen
- 80 Meter Hürden: 10,6 s (1958)
- Fünfkampf: 4467 Punkte (1964)